# ميخائيل هاوسر
ميخائيل هاوسر (بالإنجليزية: Michael Houser)‏ هو موسيقي وعازف قيثارة أمريكي، ولد في 6 يناير 1962 في بون في الولايات المتحدة، وتوفي في 10 أغسطس 2002 بسبب سرطان البنكرياس.

## وصلات خارجية
- ميخائيل هاوسر على موقع ميوزك برينز (الإنجليزية)
- ميخائيل هاوسر على موقع ديسكوغز (الإنجليزية)